# (1550) Tito
(1550) Tito es un asteroide perteneciente al cinturón de asteroides descubierto por Milorad Protić el 29 de noviembre de 1937 desde el observatorio de Belgrado, Serbia.

## Designación y nombre
Tito recibió al principio la designación de 1937 WD.
Posteriormente se nombró en honor del militar y presidente yugoslavo Josip Broz Tito (1892-1980).

## Características orbitales
Tito está situado a una distancia media del Sol de 2,545 ua, pudiendo acercarse hasta 1,751 ua y alejarse hasta 3,339 ua. Su excentricidad es 0,3119 y la inclinación orbital 8,859°. Emplea 1483 días en completar una órbita alrededor del Sol.